# Peregrino Rivera Arce
Peregrino Rivera Arce (Valle del Cauca, 15 de abril de 1877, Bogotá, 26 de junio de 1940) conocido como el soldado artista fue periodista, militar liberal y artista.

## Biografía
Hijo de Indalecio Rivera, de quien heredo y aprendió a amar el arte y  las armas.
Estudió en el colegio La libertad en Palmira y cuando estaba por terminar sus estudios, lo dejó para unirse a las tropas liberales del Cauca en la Guerra civil. Luego se unió a la Escuela de Bellas Artes de Bogotá en 1889 con una beca por parte de la Gobernación del Cauca, allí obtuvo el segundo premio en un concurso de ilustración de esta Escuela, allí también publicó su primer grabado en el periódico Colombia Ilustrada. En marzo de 1894 obtuvo su título como maestro de grabado. Trabajo como caricaturista e ilustrador de libros entre ellos: Elementos de geometría aplicados al dibujo de Manuel Doroteo Carvajal (1895), Táctica de Infantería de Emory Upton (1896) y El tiro de Infantería de Pedro Sicard Briceño (1897)12, El Heraldo (1893- 1895), El Sol (1895), El Guasca (1897), El Vigía (1898), El Bogotá (1899) y El Reporter (1899).Fue el director artístico del periódico liberal El Clarín entre el 23 de enero de 1898 y el 20 de febrero de 1898 y también fue nombrado como profesor de cátedra de grabado en La Escuela de Bellas Artes de Bogotá. En 1899 dejó todo para irse a Santander y enlistarse en el ejército liberal para la Guerra de los Mil Días.

### Guerra de los Mil Días
Peregrino participó en el combate de Bucaramanga como primer ayudante del campo del general Pedro Soler Martínez el 12 y 13 de noviembre de 1899; el 15 y 16 de diciembre de 1899, participó en el combate 19, en febrero de 1900, estuvo presente y combatiendo en los combates de Gramalote y Terán, del 12 al 15 de mayo del mismo año también participó en el combate de Palonegro como primer jefe del batallón “Libres de Ocaña” y el 26 de mayo de 1900 se retira de combate. Los últimos meses de 1900 lo apresan en el llamado “Panóptico de Tunja”. En 1901 participa en el combate del Guavio y se retira por Orocué para así llegar a Venezuela.

### Después de la Guerra
En 1902 se muda a Caracas, donde trabaja con el periódico El Pregonero y con La Revista colaborando y haciendo de caricaturista. El poeta Julio Flórez le pide a Peregrino Rivera que realice la ilustración de su poema La Araña y la publicación del libro Cardos y Lirios en 1905, también fundó dos periódicos. El primero de ellos fue Verbo en 1908. En 1909 sus obras hacen parte de la Exposición Nacional del Ecuador, en el pabellón colombiano con las obras: Arco de Triunfo obra dedicada a Eloy Alfaro, un Retrato de Teodoro Donoso, Orlas modernistas trabajadas al buril y a la pluma, Dibujos originales referentes a las poesías de Julio Flórez, Imágenes grabadas en madera de Miguel A. Caro y recibe una distinción por sus obras con una medalla de oro. En 1910, a debido al conflicto entre Ecuador y Perú, Rivera junto al escritor Bugüeño Gilberto Santos del Castillo organiza un grupo de voluntarios colombianos con el nombre de los “Libres del Cauca” para ir en contra de Perú. Se le concede el cargo de coronel de Infantería de Reserva del Ejército de Pichincha. En 1913, la Dirección de Estudios de Ambato de Ecuador contrata a Rivera para que sea profesor de dibujo. En 1918, Peregrino se casa con Adela Galarza, nacida en Ecuador, Latacunga, con quien tuvo tres hijos: Emperatriz, Colombia y Lenin, sus hijas de Colombia y su hijo de Ecuador. El segundo periódico aparece alrededor del año 1920 con el nombre de La Gran Colombia. Rivera se acoge a la ley de repatriación en 1924 y regresa a Colombia en donde colabora con periódicos como: “periódico reivindicador de los derechos democráticos”, Orientación Liberal y El Juanambú. En 1935 viaja a Bogotá, en donde trabaja como secretario general de la Asociación de Veteranos y Antiguos Liberales de Colombia, esto con el fin de obtener la su grado militar y conseguir una pensión como veterano de guerra. En 1940 muere a la edad de 63 años en Bogotá.

## Obras

### Los “Peranlosos” de Rivera
Eran tres billetes realizados por Peregrino Rivera Arce junto a sus colegas Darío Gaitán e Hipólito Montaña. Estos billetes fueron trabajados con las gubias y maderas de boj que Rivera había tomado de la Escuela de Bellas Artes de Bogotá. Esta se trataba de una edición de cuarenta mil pesos que contaba con billetes de uno, cinco y diez pesos. Estos billetes fueron realizados a petición del presidente de ese entonces Rafael Uribe Uribe en el año 1900 para dar financiamiento a las guerrillas liberales después de la batalla en Palonegro, Santander. La situación era tan dura en ese momento que se reflejaba en los billetes ya que estos fueron hechos en hojas de cuaderno rayadas y usando grabadoras de madera y sobresaltan por la simpleza, esto debido al proceso de fabricación que habían tenido, además también se mostraban como una propaganda política. Por el momento en el que se encontraban y la sensación de incertidumbre, se buscaba con el diseño de estos billetes la originalidad, también que transmitieran una sensación de seguridad y confianza  y que no se pudieran falsificar fácilmente los detalles. Los billetes al ser especialmente diseñados para la guerra dejaron de circular en el año en el que la Guerra de los Mil Días terminó (1902), Estos billetes fueron guardados por el Museo Nacional de Colombia y cuando Rivera volvió a Bogotá en 1930 y visito el museo se encontró con esta grata sorpresa. Hoy en día estos ejemplares se encuentran en la biblioteca Luis Ángel Arango, en una de sus exposiciones llamada Tipo, Lito, Calavera en donde se encuentran piezas o nodos que muestran la historia del diseño gráfico en Colombia y también la de sus artistas.

### El Diario de Peregrino Rivera Arce
Una pequeña libreta o álbum llamada "Recuerdos de campaña" que siempre tuvo a su lado durante la guerra, en la que dejó sus sentimientos y vivencias sobre el conflicto, retratos de personas que se encontraba como algunos soldados y mujeres, había dibujos de cómo se veía el panorama en la batalla. Pero no todos eran de carácter político, ya que también se mostraba la cultura, vivencias del día a día y diferentes historias. Esta libreta contenía en total 45 bocetos, hechos a lápiz, todo esto como evidencia de su formación académica en la Escuela de Bellas Artes de Bogotá. Hoy en día, este álbum o libreta es propiedad del Museo Nacional de Colombia ya que esta fue donada por parte de algunos familiares cercanos al museo. De hecho, estos manuscritos, dibujos y publicaciones periodísticas dieron paso a la realización de un boceto bibliográfico con el nombre "Memorias de un Peregrino. Vida y obra del combatiente liberal Peregrino Rivera Arce (1877-1940)" 